# William Bradford (politico)
William Bradford (14 settembre 1755 – 23 agosto 1795) è stato un politico statunitense.

## Biografia
Fu il 2º procuratore generale degli Stati Uniti durante la presidenza di George Washington (1º presidente). Figlio del pittore William Bradford, dopo aver studiato all'accademia di Filadelfia e dopo all'università di Princeton divenne amico di James Madison. Alla sua morte il corpo venne sepolto con quello della moglie al St. Mary's Episcopal Church.